# Theodore Abel

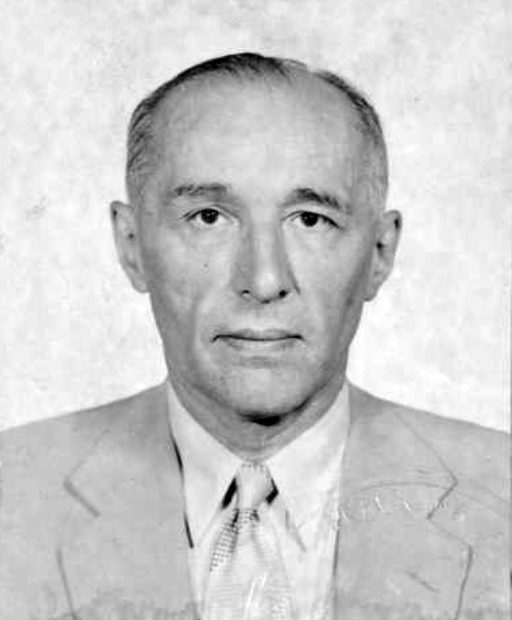
Theodore Abel

Theodore Fred Abel (Łódź, 24 november, 1896 – Albuquerque, 23 maart 1988) was een Amerikaans socioloog van Poolse oorsprong.

## Leven
Abel werd geboren in de stad Łódź toen deze behoorde tot het Russische Keizerrijk. Begin jaren '20 maakte hij kennis met de Amerikaanse psychologe Theodora Mead (), die op reis was in Polen. Ze trouwden en vestigden zich in New York. Abel studeerde sociologie aan Columbia University, waar hij in 1929 promoveerde. Hij werd professor in zijn alma mater (1929-1951) en vervolgens aan de City University of New York (1950-1967). Zijn onderzoek betrof onder meer het nationaalsocialisme en de concentratiekampen.

## Abelpapers
Toen Adolf Hitler begin 1933 regeringsleider werd, vroeg Abel zich af wat de achtergrond en de motieven waren van de personen die hem aan de macht hadden gebracht. Omdat zijn pogingen om nazi's te interviewen spaak liepen, kwam hij op het lumineuze idee een prijskamp uit te schrijven. Al wie NSDAP-lid of -sympathisant was geweest vóór de machtsovername, kon meedingen naar de 400 mark prijzengeld, die hij uit eigen zak betaalde, door een accurate en gedetailleerde beschrijving van hun persoonlijk leven in te sturen. Abel reisde naar Duitsland en oogstte – mee dankzij toelating van en publicatie door de nazi's – 683 reacties, waarvan 36 door vrouwen.
Hoewel statistisch niet representatief en ongetwijfeld ook enigszins gecensureerd (zij het weinig effectief), vormen deze egodocumenten van gemiddeld zes bladzijden lang een rijke bron over de subjectieve ervaring van partijleden van allerlei slag, op een moment dat de Tweede Wereldoorlog nog geen factor was. Abel gebruikte het materiaal voor zijn boek Why Hitler Came Into Power (1938), dat snel in de vergetelheid raakte. Meer dan honderd inzendingen zijn verdwenen toen het FBI ze in 1951 opvroeg. Ook het drieduizendtal nieuwe antwoorden dat Abel in 1939 bij een tweede wedstrijd bekwam, wordt als verloren beschouwd. De overblijvende 593 autobiografieën zijn online geplaatst en worden regelmatig gebruikt door 21e-eeuwse historici van het Derde Rijk.

## Publicaties
- Why Hitler Came Into Power. An Answer Based on the Original Life Stories of 600 of His Followers, 1938 (herdrukt 1986)
- "The Operation Called Verstehen", in: American Journal of Sociology, 1948, p. 211–218
- Freedom and Control in Modern Society, 1954
- Systematic Sociology in Germany. A Critical Analysis of Some Attempts to Establish Sociology as an Independent Science, 1965
- The Nazi Movement, 1967
- The Foundation of Sociological Theory, 1970
- Reflections of an Unorthodox Christian, 1986